# Paul Serruys
Paul Serruys  (* 19. November 1912 in Heule (Kortrijk); † 16. August 1999 in Kessel-Lo (Löwen); mit vollem Namen Paul Leo-Mary Serruys) war ein belgischer Priester, China-Missionar der Kongregation vom Unbefleckten Herzen Mariens (lat.: Congregatio Immaculati Cordis Mariae; Ordenskürzel: CICM), Linguist und Chinesischlehrer. Sein chinesischer Name war Si Liyi (司禮義 / 司礼义,  Sī Lǐyì).
Sein älterer Bruder, Henry Serruys (1911–1983), war ebenfalls ein Priester dieser Kongregation und forschte unter anderem zu den chinesisch-mongolischen Beziehungen während der Ming-Zeit.

## Leben und Werk
Paul Serruys wurde in Heule in Westflandern, geboren. 1931 trat er – inspiriert von Matteo Ricci und Théophile Verbist – zusammen mit seinem Bruder in die Kongregation vom Unbefleckten Herzen Mariens ein. 1936 wurde er zum Priester geweiht. Er lernte Chinesisch von Pater Jozef Mullie (1886–1976).
Im Jahr 1937 wurde er als Missionar nach Nordchina und in die Innere Mongolei geschickt, wo er zunächst in Peking modernes Chinesisch studierte, bevor er 1938 der Kirche in Xicetian (西册田), Datong, Shanxi, zugeteilt wurde. Serruys studierte den Shanxi-Dialekt und die Folklore eingehend. Nach dem Ausbruch des Pazifikkriegs wurde er jedoch im März 1943 zusammen mit anderen Missionaren von den Japanern gefangen genommen und in ein Lager im Kreis Wei in der Provinz Shandong gebracht; von August an stand er in Peking unter Hausarrest. In dieser Zeit lernte er den französischen Jesuiten, Paläontologen, Anthropologen und Philosophen Teilhard de Chardin kennen, der an der Ausgrabung des „Peking-Menschen“ in Zhoukoudian teilgenommen hatte und der ihn sehr inspirierte.
Dem Autor Chen Yuxian zufolge stellte Serruys bei seinem Studium der Dialekte fest, dass es in den in der Kirche verwendeten Messen, Gebeten, Katechismen usw. viele Fehlübersetzungen gab. Dies wäre nicht nur ein Sprachproblem, sondern auch ein Missverständnis der chinesischen Bräuche und Gewohnheiten.
Nach dem Krieg kehrte er wieder nach Datong zurück und forschte ab 1947 an der Puai tang 普愛堂 („Puai-Halle“, einer akademischen Einrichtung der Kongregation vom Unbefleckten Herzen Mariens) und an der (katholischen) Fu-Jen-Universität in Peking, bevor er 1949 aufgrund der Eskalation des chinesischen Bürgerkriegs auf Order aus seinem Heimatland aus China zurückkehrte.
Als die Volksrepublik China gegründet wurde, durfte er nicht wieder nach China einreisen. Serruys zog mit seinem Bruder in die Vereinigten Staaten und trat in die Abteilung für Orientalische Sprachen an der University of California, Berkeley, ein. Er promovierte 1956 mit einer Arbeit über die chinesischen Dialekte der Han-Dynastie auf der Grundlage von Yang Xiongs Fangyan (方言,  Fāngyán). Im selben Jahr erhielt er ein Guggenheim-Stipendium, um seine Forschungen zu den Dialekten fortzusetzen, und veröffentlichte 1959 The Chinese Dialects of Han Time According to Fang Yen.
Ab 1962 lehrte er klassisches Chinesisch und chinesische Dialekte am Institute for Languages and Linguistics der Georgetown University in Washington, D.C., der ältesten römisch-katholischen, von Jesuiten geleiteten Universität in den USA.
Im Jahr 1965 wechselte er an die University of Washington in Seattle, wo er bis zu seiner Pensionierung im Jahr 1981 blieb. Neben dem klassischen Chinesisch erforschte er auch die jinwen (金文 „Bronzeinschriften“) und jiagu wenzi (甲骨文字 „Schildkrötenpanzer- und Tierknochenschriften“) -Texte und verfasste eine umfangreiche Arbeit mit dem Titel Studies in the Language of the Shang Oracle Inscriptions (1974).
Serruys kehrte 1994 nach Belgien zurück und starb 1999 in Kessel-Lo (Löwen).
Sein Schüler W. South Coblin schrieb einen Nachruf.
Von dem Sinologen John Cikoski wurde die PhD dissertation von Paul L-M. Serruys – “whose vigorous mind had the misfortune to fall under the influence of Peter Boodberg, the Immanuel Velikovsky of sinology” – kritisiert.

## Publikationen (Auswahl)
- The Chinese Dialects of Han Time According to Fang Yen. Berkeley, Los Angeles: University of California Press, 1959.
- Survey of the Chinese Language Reform and the Anti-Illiteracy Movement in Communist China. Berkeley 1962.
- Studies in the Language of the Shang Oracle Inscriptions T'oung Pao 60, 1974, S. 12–120.
- On the System of the Pu Shou 部首 in the Shuo-wen chieh-tzu 說文解字. In: Bulletin of the Institute of History and Philology 55, 1984, S. 651–754.
- Studies in the Language of the Shih-ching: I, the Final Particle Yi. In: Early China, Vol. 16, 1991, S. 81–168.